# 日本イベント大賞
日本イベント大賞（にほんイベントたいしょう）は、一般社団法人日本イベント産業振興協会が創立15周年事業として、2004年に経済産業省の後援を得てスタートさせた顕彰制度。
以降1年をおいて第2回(2006年)から第6回（2010年）まで事業を継続したが、2011年3月11日の東日本大震災の罹災を機に事業の休止となった。
2015年より経済産業省の後援を頂き「JACEイベントアワード」として再開した。

## 日本イベント大賞受賞作品
- 第1回　
  - イベント名称：えひめ町並博2004
  - 受賞者：愛媛県町並博2004実行委員会
- 第2回
  - イベント名称：ひろえば街が好きになる運動
  - 受賞者：ひろえば街が好きになる運動事務局
- 第3回
  - イベント名称：とっておきの音楽祭2007
  - 受賞者：とっておきの音楽祭実行委員会 SENDAI
- 第4回
  - イベント名称：島耕作社長就任会見＆乾杯式
  - 受賞者：株式会社講談社
- 第5回
  - イベント名称：市制施行120周年記念 第12回松山「俳句甲子園」全国高等学校俳句選手権大会
  - 受賞者：NPO法人俳句甲子園実行委員会  松山市
- 第6回
  - イベント名称：信濃川プロジェクト2009
  - 受賞者：信濃川プロジェクト2009 実行委員会